# Gulcamptus huronensis
Gulcamptus huronensis is een eenoogkreeftjessoort uit de familie van de Canthocamptidae. De wetenschappelijke naam van de soort is voor het eerst geldig gepubliceerd in 1996 door Reid in Reid & Ishida.